# 조지아 축구 연맹
조지아 축구 연맹(조지아어: საქართველოს ფეხბურთის ფედერაცია, 영어: Georgian Football Federation)은 조지아를 대표하는 축구 협회이다. 현재 트빌리시에 본부를 두고 있다.
1936년에 창설된 이후에 1989년까지 소련 축구 연맹에 속해 있었다. 조지아 축구 연맹은 1990년 2월 15일에 독립 운영하게 되었으며 이 변화는 현재의 조지아의 축구의 몸통이 되는 시발점이 되었고 이로 인해 에로브눌리리가와 조지아 축구 국가대표팀이 구성되게 된다.

## 같이 보기
- 조지아 여자 축구 국가대표팀